# Èinheris
En la mitologia norrena, els èinheris (plural d'èinheri; islandès modern: einherji, pl. einherjar) són els esperits dels guerrers que van morir durant la batalla. La paraula significa «guerrer destacat». La meitat d'ells és escortada des del camp de batalla per les valquíries fins a arribar a la fortalesa del Valhal·la. L'altra meitat va a parar a Sessrúmnir, la llar de Freia. Els Grimnismál ens descriuen la Valhǫll o Valhal·la i ens diu que té 540 portes i que per cada una d'aquestes hi poden passar 80 homes alhora, mostrant-nos així la mida de les seves sales i de la quantitat d'hostes que s'hi allotgen.
Cada dia, els èinheris es desperten quan canta el gall Gullinkambi, i marxen cap al camp de batalla d'Idavoll, al cor de l'Asgard, per lluitar l'un contra l'altre en un gegantí feliç combat a mort. A l'ocàs, quan molts d'ells han mort, resuciten miraculosament i tornen al Valhal·la, on Anðrimnir, el xef dels déus, els ha preparat un àpat amb la carn del Senglar Sæhrímnir, el qual reneix cada dia per tornar-lo a matar i així servir d'àpat cada dia, i de beguda beuen l'hidromel d'Heidrun, una cabra que s'alimenta de les fulles de l'Ígdrasil i que de les seves mamelles, en raja hidromel per tots. Els èinheris passen tot el vespre i tota la nit celebrant el banquet, servits per les valquíries, fins que cauen adormits per la beguda. Ells mai pateixen ressaca ni qualsevol efecte perjudicial d'embriagar-se cada dia.
Tots aquests anys d'entrenament fan dels èinheris són per preparar-se per al Ragnaroc. Esperen el dia que Odin els cridi per a fer-los lluitar al costat dels ansos contra les forces del Helheim, del Iotunheim i del Muspelheim.